# 24 Heures de Daytona 2018
Navigation
Édition précédente Édition suivante
Les 24 Heures de Daytona 2018 (Rolex 24 At Daytona 2018), disputées les 27 janvier 2018 et 28 janvier 2018 sur le Daytona International Speedway, sont la cinquante-sixième édition de cette épreuve, la cinquante-deuxième sur un format de vingt-quatre heures, et la première manche du WeatherTech SportsCar Championship 2018. Elles sont remportées par la Cadillac DPi-V.R de l'équipe Mustang Sampling Racing et pilotée par Filipe Albuquerque, João Barbosa et Christian Fittipaldi.

## Engagés
| No.               | Pays | Équipe                                   | Voiture                 | Pneu | Pilote 1                 | Pilote 2               | Pilote 3                 | Pilote 4               |
| P                 | P    | P                                        | P                       | P    | P                        | P                      | P                        | P                      |
| ----------------- | ---- | ---------------------------------------- | ----------------------- | ---- | ------------------------ | ---------------------- | ------------------------ | ---------------------- |
| 2                 |      | Tequila Patrón ESM                       | Nissan Onroak DPi       | C    | Ryan Dalziel             | Olivier Pla            | Scott Sharp              |                        |
| 22                |      | Tequila Patrón ESM                       | Nissan Onroak DPi       | C    | Pipo Derani              | Nicolas Lapierre       | Johannes van Overbeek    |                        |
| 5                 |      | Mustang Sampling Racing                  | Cadillac DPi-V.R        | C    | Filipe Albuquerque       | João Barbosa           | Christian Fittipaldi     |                        |
| 31                |      | Whelen Engineering Racing                | Cadillac DPi-V.R        | C    | Mike Conway              | Eric Curran            | Felipe Nasr              | Stuart Middleton       |
| 6                 |      | Acura Team Penske                        | Acura ARX-05            | C    | Dane Cameron             | Juan Pablo Montoya     | Simon Pagenaud           |                        |
| 7                 |      | Acura Team Penske                        | Acura ARX-05            | C    | Hélio Castroneves        | Graham Rahal           | Ricky Taylor             |                        |
| 10                |      | Konica Minolta Cadillac DPi-V.R          | Cadillac DPi-V.R        | C    | Ryan Hunter-Reay         | Jordan Taylor          | Renger van der Zande     |                        |
| 20                |      | BAR1 Motorsports                         | Riley Mk. 30            | C    | Marc Drumwright          | Eric Lux               | Alex Popow               | Brendan Gaughan        |
| 23                |      | United Autosports                        | Ligier JS P217          | C    | Fernando Alonso          | Philip Hanson          | Lando Norris             |                        |
| 32                |      | United Autosports                        | Ligier JS P217          | C    | Paul di Resta            | Hugo de Sadeleer       | Bruno Senna              | Will Owen              |
| 37                |      | Jackie Chan DCR JOTA                     | Oreca 07                | C    | Robin Frijns             | Daniel Juncadella      | Felix Rosenqvist         | Lance Stroll           |
| 78                |      | Jackie Chan DCR JOTA                     | Oreca 07                | C    | Alex Brundle             | António Félix da Costa | Ferdinand Habsburg       | António Félix da Costa |
| 38                |      | Performance Tech Motorsports             | Oreca 07                | C    | James French             | Patricio O'Ward        | Kyle Masson              | Joel Miller            |
| 52                |      | AFS/PR1 Mathiasen Motorsports            | Ligier JS P217          | C    | Nicholas Boulle          | Roberto González       | Sebastián Saavedra       | Sebastián Saavedra     |
| 54                |      | CORE Autosport                           | Oreca 07                | C    | Jon Bennett              | Colin Braun            | Romain Dumas             | Loïc Duval             |
| 55                |      | Mazda Team Joest                         | Mazda RT24-P            | C    | Jonathan Bomarito        | Spencer Pigot          | Harry Tincknell          |                        |
| 77                |      | Mazda Team Joest                         | Mazda RT24-P            | C    | Oliver Jarvis            | Tristan Nunez          | René Rast                |                        |
| 85                |      | JDC Miller Motorsports                   | Oreca 07                | C    | Robert Alon              | Austin Cindric         | Devlin DeFrancesco       | Simon Trummer          |
| 99                |      | JDC Miller Motorsports                   | Oreca 07                | C    | Mikhail Goikhberg        | Gustavo Menezes        | Chris Miller             | Stephen Simpson        |
| 90                |      | Spirit of Daytona Racing                 | Cadillac DPi-V.R        | C    | Eddie Cheever III (en)   | Matthew McMurry        | Tristan Vautier          |                        |
| GTLM (GT Le Mans) |      |                                          |                         |      |                          |                        |                          |                        |
| 3                 |      | Corvette Racing                          | Chevrolet Corvette C7.R | M    | Antonio García           | Jan Magnussen          | Mike Rockenfeller        |                        |
| 4                 |      | Corvette Racing                          | Chevrolet Corvette C7.R | M    | Marcel Fässler           | Oliver Gavin           | Tommy Milner             |                        |
| 24                |      | BMW Team RLL                             | BMW M8 GTE              | M    | Nick Catsburg            | John Edwards           | Augusto Farfus           | Jesse Krohn            |
| 25                |      | BMW Team RLL                             | BMW M8 GTE              | M    | Bill Auberlen            | Connor De Phillippi    | Philipp Eng              | Alexander Sims         |
| 62                |      | Risi Competizione                        | Ferrari 488 GTE         | M    | James Calado             | Alessandro Pier Guidi  | Toni Vilander            | Davide Rigon           |
| 66                |      | Ford Chip Ganassi Racing                 | Ford GT                 | M    | Sébastien Bourdais       | Joey Hand              | Dirk Müller              |                        |
| 67                |      | Ford Chip Ganassi Racing                 | Ford GT                 | M    | Ryan Briscoe             | Scott Dixon            | Richard Westbrook        |                        |
| 911               |      | Porsche GT Team                          | Porsche 911 RSR         | M    | Frédéric Makowiecki      | Patrick Pilet          | Nick Tandy               |                        |
| 912               |      | Porsche GT Team                          | Porsche 911 RSR         | M    | Earl Bamber              | Gianmaria Bruni        | Laurens Vanthoor         |                        |
| GTD (GT Daytona)  |      |                                          |                         |      |                          |                        |                          |                        |
| 11                |      | GRT Grasser Racing Team                  | Lamborghini Huracán GT3 | C    | Mirko Bortolotti         | Rik Breukers           | Rolf Ineichen            | Franck Perera          |
| 19                |      | GRT Grasser Racing Team                  | Lamborghini Huracán GT3 | C    | Christian Engelhart (en) | Christoph Lenz         | Louis Machiels           | Ezequiel Pérez Companc |
| 14                |      | 3GT Racing                               | Lexus RC F GT3          | C    | Dominik Baumann          | Philipp Frommenwiler   | Bruno Junqueira          | Kyle Marcelli          |
| 15                |      | 3GT Racing                               | Lexus RC F GT3          | C    | Dominik Farnbacher       | Jack Hawksworth        | David Heinemeier Hansson | Scott Pruett           |
| 23                |      | Paul Miller Racing                       | Lamborghini Huracán GT3 | C    | Andrea Caldarelli        | Bryce Miller           | Bryan Sellers            | Madison Snow           |
| 29                |      | Montaplast avec Land Motorsport          | Audi R8 LMS             | C    | Kelvin van der Linde     | Sheldon van der Linde  | Christopher Mies         | Jeffrey Schmidt        |
| 33                |      | Mercedes-AMG Team Riley Motorsports      | Mercedes-AMG GT3        | C    | Jeroen Bleekemolen       | Ben Keating            | Adam Christodoulou       | Luca Stolz             |
| 75                |      | Mercedes-AMG Team Riley Motorsports      | Mercedes-AMG GT3        | C    | Maro Engel               | Kenny Habul            | Thomas Jäger             | Mikaël Grenier         |
| 44                |      | Magnus Racing                            | Audi R8 LMS             | C    | Andrew Davis             | Andy Lally             | John Potter              | Markus Winkelhock      |
| 58                |      | Wright Motorsports                       | Porsche 911 GT3 R       | C    | Mathieu Jaminet          | Patrick Long           | Christina Nielsen        | Robert Renauer         |
| 59                |      | Manthey Racing                           | Porsche 911 GT3 R       | C    | Matteo Cairoli           | Sven Müller            | Harald Proczyk (en)      | Steve Smith            |
| 63                |      | Scuderia Corsa                           | Ferrari 488 GT3         | C    | Alessandro Balzan        | Cooper MacNeil         | Jeff Segal               | Gunnar Jeannette       |
| 64                |      | Scuderia Corsa                           | Ferrari 488 GT3         | C    | Townsend Bell            | Sam Bird               | Frankie Montecalvo       | Bill Sweedler          |
| 69                |      | HART                                     | Acura NSX GT3           | C    | Ryan Eversley (en)       | John Falb              | Chad Gilsinger           | Sean Rayhall           |
| 71                |      | P1 Motorsports                           | Mercedes-AMG GT3        | C    | Robby Foley              | Kenton Koch            | JC Perez                 | Loris Spinelli         |
| 73                |      | Park Place Motorsports                   | Porsche 911 GT3 R       | C    | Jörg Bergmeister         | Patrick Lindsey        | Tim Pappas               | Norbert Siedler (en)   |
| 82                |      | Risi Competizione                        | Ferrari 488 GTE         | C    | Santiago Creel           | Martin Fuentes         | Miguel Molina            | Matt Griffin           |
| 86                |      | Michael Shank Racing avec Curb Agajanian | Acura NSX GT3           | C    | A. J. Allmendinger       | Trent Hindman          | Katherine Legge          | Álvaro Parente         |
| 93                |      | Michael Shank Racing avec Curb Agajanian | Acura NSX GT3           | C    | Lawson Aschenbach        | Mario Farnbacher       | Côme Ledogar             | Justin Marks           |

## Qualifications
| Pos. | Classe | N°  | Équipe                                   | Pilote                | Temps          | Tours |
| ---- | ------ | --- | ---------------------------------------- | --------------------- | -------------- | ----- |
| 1    | P      | 10  | Wayne Taylor Racing                      | Renger Van der Zande  | 1 min 36 s 083 | 9     |
| 2    | P      | 7   | Acura Team Penske                        | Hélio Castroneves     | 1 min 36 s 090 | 6     |
| 3    | P      | 5   | Mustang Sampling Racing                  | Filipe Albuquerque    | 1 min 36 s 194 | 9     |
| 4    | P      | 38  | Performance Tech Motorsports             | Patricio O'Ward       | 1 min 36 s 318 | 9     |
| 5    | P      | 90  | Spirit of Daytona Racing                 | Tristan Vautier       | 1 min 36 s 472 | 6     |
| 6    | P      | 37  | Jackie Chan DCR JOTA                     | Robin Frijns          | 1 min 36 s 492 | 9     |
| 7    | P      | 31  | Mustang Sampling Racing                  | Felipe Nasr           | 1 min 36 s 508 | 6     |
| 8    | P      | 54  | CORE Autosport                           | Colin Braun           | 1 min 36 s 567 | 9     |
| 9    | P      | 55  | Mazda Team Joest                         | Jonathan Bomarito     | 1 min 36 s 633 | 8     |
| 10   | P      | 6   | Acura Team Penske                        | Dane Cameron          | 1 min 36 s 931 | 9     |
| 11   | P      | 78  | Jackie Chan DCR JOTA                     | Alex Brundle          | 1 min 36 s 982 | 7     |
| 12   | P      | 85  | JDC Miller Motorsports                   | Simon Trummer         | 1 min 37 s 005 | 9     |
| 13   | P      | 23  | United Autosports                        | Fernando Alonso       | 1 min 37 s 008 | 9     |
| 14   | P      | 99  | JDC Miller Motorsports                   | Stephen Simpson       | 1 min 37 s 124 | 8     |
| 15   | P      | 32  | United Autosports                        | Bruno Senna           | 1 min 38 s 186 | 9     |
| 16   | P      | 52  | AFS/PR1 Mathiasen Motorsports            | Gustavo Yacamán       | 2 min 00 s 247 | 16    |
| 17   | P      | 20  | BAR1 Motorsports                         | Alex Popow            | 1 min 41 s 778 | 5     |
| 18   | GTLM   | 3   | Corvette Racing                          | Jan Magnussen         | 1 min 42 s 779 | 4     |
| 19   | GTLM   | 66  | Ford Chip Ganassi Racing                 | Joey Hand             | 1 min 42 s 798 | 5     |
| 20   | GTLM   | 912 | Porsche GT Team                          | Laurens Vanthoor      | 1 min 42 s 927 | 6     |
| 21   | GTLM   | 911 | Porsche GT Team                          | Patrick Pilet         | 1 min 43 s 062 | 5     |
| 22   | GTLM   | 67  | Ford Chip Ganassi Racing                 | Richard Westbrook     | 1 min 43 s 091 | 7     |
| 23   | GTLM   | 4   | Corvette Racing                          | Oliver Gavin          | 1 min 43 s 453 | 7     |
| 24   | GTLM   | 62  | Risi Competizione                        | Toni Vilander         | 1 min 43 s 601 | 8     |
| 25   | GTLM   | 25  | BMW Team RLL                             | Alexander Sims        | 1 min 43 s 948 | 6     |
| 26   | GTLM   | 24  | BMW Team RLL                             | John Edwards          | 1 min 44 s 413 | 6     |
| 27   | GTD    | 51  | Spirit of Race                           | Daniel Serra          | 1 min 46 s 049 | 6     |
| 28   | P      | 22  | Tequila Patrón ESM                       | Nicolas Lapierre      | 1 min 46 s 129 | 2     |
| 29   | GTD    | 82  | Risi Competizione                        | Miguel Molina         | 1 min 46 s 502 | 8     |
| 30   | GTD    | 11  | GRT Grasser Racing Team                  | Mirko Bortolotti      | 1 min 46 s 658 | 8     |
| 31   | GTD    | 15  | 3GT Racing                               | Jack Hawksworth       | 1 min 46 s 714 | 6     |
| 32   | GTD    | 63  | Scuderia Corsa                           | Alessandro Balzan     | 1 min 47 s 055 | 5     |
| 33   | GTD    | 14  | 3GT Racing                               | Dominik Baumann       | 1 min 47 s 186 | 8     |
| 34   | GTD    | 86  | Michael Shank Racing avec Curb Agajanian | Álvaro Parente        | 1 min 47 s 251 | 6     |
| 35   | GTD    | 29  | Montaplast avec Land Motorsport          | Kelvin van der Linde  | 1 min 47 s 273 | 7     |
| 36   | GTD    | 58  | Wright Motorsports                       | Robert Renauer        | 1 min 47 s 291 | 6     |
| 37   | GTD    | 96  | Turner Motorsport                        | Cameron Lawrence (en) | 1 min 47 s 348 | 8     |
| 38   | GTD    | 44  | Magnus Racing                            | Andy Lally            | 1 min 47 s 442 | 8     |
| 39   | GTD    | 59  | Manthey Racing                           | Sven Müller           | 1 min 47 s 587 | 8     |
| 40   | GTD    | 33  | Mercedes-AMG Team Riley Motorsports      | Ben Keating           | 1 min 47 s 796 | 8     |
| 41   | GTD    | 64  | Scuderia Corsa                           | Sam Bird              | 1 min 47 s 839 | 8     |
| 42   | GTD    | 69  | HART                                     | Ryan Eversley (en)    | 1 min 47 s 862 | 7     |
| 43   | GTD    | 48  | Paul Miller Racing                       | Bryce Miller          | 1 min 48 s 181 | 6     |
| 44   | GTD    | 93  | Michael Shank Racing avec Curb Agajanian | Côme Ledogar          | 1 min 48 s 239 | 7     |
| 45   | GTD    | 75  | Mercedes-AMG Team Riley Motorsports      | Kenny Habul           | 1 min 48 s 326 | 8     |
| 46   | GTD    | 19  | GRT Grasser Racing Team                  | Christoph Lenz        | 1 min 51 s 531 | 6     |
|      | P      | 77  | Mazda Team Joest                         | pas de temps          | pas de temps   |       |
|      | P      | 2   | Tequila Patrón ESM                       | pas de temps          | pas de temps   |       |
|      | GTD    | 73  | Park Place Motorsports                   | pas de temps          | pas de temps   |       |
|      | GTD    | 71  | P1 Motorsports                           | pas de temps          | pas de temps   |       |

La séance de qualification a été extrêmement serrée et il a fallu attendre la présentation du drapeau à damier afin de connaitre le poleman des Rolex 24 Heures de Daytona. Alors que l'on pensait que l’Acura ARX-05 no 7 allait réaliser l'exploit de partir en pole pour sa première course officielle, le Néerlandais Renger Van der Zande, dans son dernier tour, réussi à améliorer ses partiels et ainsi placer la Cadillac no 10 au sommet de la feuille des temps. La catégorie Prototype a été très compétitive car les treize premiers ont terminé dans la seconde. Il est à noter que Fernando Alonso a été le plus rapide des pilotes Ligier. Tequila Patron ESM a connu quelques soucis avec une sortie de piste pour la no 22 alors que la no 2 n'a pas réussie à prendre la piste, comme La Mazda RT24-P no 77.

En GTLM, Jan Magnussen, aux mains de la Corvette C7.R no 3, a frappé fort dans ses premiers tours et sa stratégie a payé puisqu'il n'a pas été délogé de la première place. Il signe au passage le record de la catégorie GTLM. La course, comme pour la catégorie prototype, s'annonce également serrée car les Ford GT, les Porsche 911 RSR et les Ferrari 488 GTE sont dans la même seconde. BMW, pour la première participation de la BMW M8 GTE a une compétition officielle, est légèrement décroché.

En GTD, au avant-poste lors des premières séances d'essais libres, les Ferrari 488 GT3 n’ont pas manqué les qualifications de ces Rolex 24 Heures de Daytona. Daniel Serra, aux mains de la Ferrari no 51 du Spirit of Race, domine la catégorie et signe la pole position en obtenant également le record du tour de la catégorie GTD sur le circuit,.

À la suite des qualifications, quatre voitures ont été rétrogradées. En effet, la Mazda RT24-P no 77, la Mercedes-AMG GT3 no 71 et la Nissan-Onroak DPi no 2 partiront en fond de grille de leur catégorie respective pour cause de changement de pilote lors du départ. La Lamborghini Huracán GT3 a également été pénalisée mais pour cause d'infraction technique lors des vérifications.

## Course

### Classements intermédiaires
| Pos. | Après la 1re heure | Après la 1re heure                                                              | Après 6 heures | Après 6 heures                                                                  | Après 12 heures | Après 12 heures                                                                 | Après 18 heures | Après 18 heures                                                                 |
| Pos. | n°                 | Voiture / Pilotes                                                               | n°             | Voiture / Pilotes                                                               | n°              | Voiture / Pilotes                                                               | n°              | Voiture / Pilotes                                                               |
| ---- | ------------------ | ------------------------------------------------------------------------------- | -------------- | ------------------------------------------------------------------------------- | --------------- | ------------------------------------------------------------------------------- | --------------- | ------------------------------------------------------------------------------- |
| 1    | 5                  | Mustang Sampling Racing Cadillac DPi-V.R (P) Albuquerque - Barbosa - Fittipaldi | 31             | Whelen Engineering Racing Cadillac DPi-V.R (P) Conway - Curran - Nasr           | 6               | Acura Team Penske Acura ARX-05 (P) Cameron - Montoya - Pagenaud                 | 5               | Mustang Sampling Racing Cadillac DPi-V.R (P) Albuquerque - Barbosa - Fittipaldi |
| 2    | 90                 | Spirit of Daytona Racing Cadillac DPi-V.R (P) Cheever - McMurry - Vautier       | 7              | Acura Team Penske Acura ARX-05 (P) Castroneves - Rahal - Taylor                 | 31              | Whelen Engineering Racing Cadillac DPi-V.R (P) Conway - Curran - Nasr           | 31              | Whelen Engineering Racing Cadillac DPi-V.R (P) Conway - Curran - Nasr           |
| 3    | 31                 | Whelen Engineering Racing Cadillac DPi-V.R (P) Conway - Curran - Nasr           | 5              | Mustang Sampling Racing Cadillac DPi-V.R (P) Albuquerque - Barbosa - Fittipaldi | 7               | Acura Team Penske Acura ARX-05 (P) Castroneves - Rahal - Taylor                 | 32              | United Autosports Ligier JS P217 (P) di Resta - de Sadeleer - Senna             |
| 4    | 7                  | Acura Team Penske Acura ARX-05 (P) Castroneves - Rahal - Taylor                 | 10             | Wayne Taylor Racing Cadillac DPi-V.R (P) Hunter-Reay - Taylor - van der Zande   | 5               | Mustang Sampling Racing Cadillac DPi-V.R (P) Albuquerque - Barbosa - Fittipaldi | 54              | CORE Autosport Oreca 07 (P) Bennett - Braun - Dumas                             |
| 5    | 10                 | Wayne Taylor Racing Cadillac DPi-V.R (P) Hunter-Reay - Taylor - van der Zande   | 6              | Acura Team Penske Acura ARX-05 (P) Cameron - Montoya - Pagenaud                 | 22              | Tequila Patrón ESM Nissan Onroak DPi (P) Derani - Lapierre - van Overbeek       | 78              | Jackie Chan DCR JOTA Oreca 07 (P) Brundle - da Costa - Habsbourg                |

## Classement de la course
Voici le classement officiel au terme de la course. Les premiers de chaque catégorie sont signalés par un fond jauni.
| Pos | Classe | no  | Équipe                                   | Pilotes                                                                                          | Châssis                        | Pneus | Tours | Temps                |
| Pos | Classe | no  | Équipe                                   | Pilotes                                                                                          | Engine                         | Pneus | Tours | Temps                |
| --- | ------ | --- | ---------------------------------------- | ------------------------------------------------------------------------------------------------ | ------------------------------ | ----- | ----- | -------------------- |
| 1   | P      | 5   | Mustang Sampling Racing                  | Filipe Albuquerque João Barbosa Christian Fittipaldi                                             | Cadillac DPi-V.R               | C     | 808   | 24 h 01 min 32 s 128 |
| 1   | P      | 5   | Mustang Sampling Racing                  | Filipe Albuquerque João Barbosa Christian Fittipaldi                                             | Cadillac 5,5 L V8              | C     | 808   | 24 h 01 min 32 s 128 |
| 2   | P      | 31  | Whelen Engineering Racing                | Mike Conway Eric Curran Stuart Middleton Felipe Nasr                                             | Cadillac DPi-V.R               | C     | 808   | +1 min 10 s 544      |
| 2   | P      | 31  | Whelen Engineering Racing                | Mike Conway Eric Curran Stuart Middleton Felipe Nasr                                             | Cadillac 5,5 L V8              | C     | 808   | +1 min 10 s 544      |
| 3   | P      | 54  | CORE Autosport                           | Jon Bennett Colin Braun Romain Dumas Loïc Duval                                                  | Oreca 07                       | C     | 808   | +1 min 31 s 982      |
| 3   | P      | 54  | CORE Autosport                           | Jon Bennett Colin Braun Romain Dumas Loïc Duval                                                  | Gibson GK428 4,2 L V8          | C     | 808   | +1 min 31 s 982      |
| 4   | P      | 32  | United Autosports                        | Will Owen Paul di Resta Hugo de Sadeleer Bruno Senna                                             | Ligier JS P217                 | C     | 804   | +4 tours             |
| 4   | P      | 32  | United Autosports                        | Will Owen Paul di Resta Hugo de Sadeleer Bruno Senna                                             | Gibson GK428 4,2 L V8          | C     | 804   | +4 tours             |
| 5   | P      | 78  | Jackie Chan DCR JOTA                     | Alex Brundle António Félix da Costa Ferdinand Habsburg Ho-Pin Tung                               | Oreca 07                       | C     | 804   | +4 tours             |
| 5   | P      | 78  | Jackie Chan DCR JOTA                     | Alex Brundle António Félix da Costa Ferdinand Habsburg Ho-Pin Tung                               | Gibson GK428 4,2 L V8          | C     | 804   | +4 tours             |
| 6   | P      | 85  | JDC Miller Motorsports                   | Robert Alon Austin Cindric Devlin DeFrancesco Simon Trummer                                      | Oreca 07                       | C     | 798   | +10 tours            |
| 6   | P      | 85  | JDC Miller Motorsports                   | Robert Alon Austin Cindric Devlin DeFrancesco Simon Trummer                                      | Gibson GK428 4,2 L V8          | C     | 798   | +10 tours            |
| 7   | P      | 99  | JDC Miller Motorsports                   | Mikhail Goikhberg Gustavo Menezes Chris Miller Stephen Simpson                                   | Oreca 07                       | C     | 798   | +10 tours            |
| 7   | P      | 99  | JDC Miller Motorsports                   | Mikhail Goikhberg Gustavo Menezes Chris Miller Stephen Simpson                                   | Gibson GK428 4,2 L V8          | C     | 798   | +10 tours            |
| 8   | P      | 38  | Performance Tech Motorsports             | James French Kyle Masson Joel Miller Patricio O'Ward                                             | Oreca 07                       | C     | 796   | +12 tours            |
| 8   | P      | 38  | Performance Tech Motorsports             | James French Kyle Masson Joel Miller Patricio O'Ward                                             | Gibson GK428 4,2 L V8          | C     | 796   | +12 tours            |
| 9   | P      | 7   | Acura Team Penske                        | Hélio Castroneves Graham Rahal Ricky Taylor                                                      | Acura ARX-05                   | C     | 793   | +15 tours            |
| 9   | P      | 7   | Acura Team Penske                        | Hélio Castroneves Graham Rahal Ricky Taylor                                                      | Acura AR35TT 3,5 L Turbo V6    | C     | 793   | +15 tours            |
| 10  | P      | 6   | Acura Team Penske                        | Dane Cameron Juan Pablo Montoya Simon Pagenaud                                                   | Acura ARX-05                   | C     | 793   | +15 tours            |
| 10  | P      | 6   | Acura Team Penske                        | Dane Cameron Juan Pablo Montoya Simon Pagenaud                                                   | Acura AR35TT 3,5 L Turbo V6    | C     | 793   | +15 tours            |
| 11  | GTLM   | 67  | Ford Chip Ganassi Racing                 | Ryan Briscoe Scott Dixon Richard Westbrook                                                       | Ford GT                        | M     | 783   | +25 tours            |
| 11  | GTLM   | 67  | Ford Chip Ganassi Racing                 | Ryan Briscoe Scott Dixon Richard Westbrook                                                       | Ford EcoBoost 3,5 L Turbo V6   | M     | 783   | +25 tours            |
| 12  | GTLM   | 66  | Ford Chip Ganassi Racing                 | Sébastien Bourdais Joey Hand Dirk Müller                                                         | Ford GT                        | M     | 783   | +25 tours            |
| 12  | GTLM   | 66  | Ford Chip Ganassi Racing                 | Sébastien Bourdais Joey Hand Dirk Müller                                                         | Ford EcoBoost 3,5 L Turbo V6   | M     | 783   | +25 tours            |
| 13  | GTLM   | 3   | Corvette Racing                          | Antonio García Jan Magnussen Mike Rockenfeller                                                   | Chevrolet Corvette C7.R        | M     | 781   | +27 tours            |
| 13  | GTLM   | 3   | Corvette Racing                          | Antonio García Jan Magnussen Mike Rockenfeller                                                   | Chevrolet LT 5,5 L V8          | M     | 781   | +27 tours            |
| 14  | GTLM   | 4   | Corvette Racing                          | Marcel Fässler Oliver Gavin Tommy Milner                                                         | Chevrolet Corvette C7.R        | M     | 780   | +28 tours            |
| 14  | GTLM   | 4   | Corvette Racing                          | Marcel Fässler Oliver Gavin Tommy Milner                                                         | Chevrolet LT 5,5 L V8          | M     | 780   | +28 tours            |
| 15  | P      | 37  | Jackie Chan DCR JOTA                     | Robin Frijns Daniel Juncadella Felix Rosenqvist Lance Stroll                                     | Oreca 07                       | C     | 777   | +31 tours            |
| 15  | P      | 37  | Jackie Chan DCR JOTA                     | Robin Frijns Daniel Juncadella Felix Rosenqvist Lance Stroll                                     | Gibson GK428 4,2 L V8          | C     | 777   | +31 tours            |
| 16  | GTLM   | 62  | Risi Competizione                        | James Calado Alessandro Pier Guidi Davide Rigon Toni Vilander                                    | Ferrari 488 GTE                | M     | 774   | +34 tours            |
| 16  | GTLM   | 62  | Risi Competizione                        | James Calado Alessandro Pier Guidi Davide Rigon Toni Vilander                                    | Ferrari F154CB 3,9 L Turbo V8  | M     | 774   | +34 tours            |
| 17  | GTLM   | 912 | Porsche GT Team                          | Earl Bamber Gianmaria Bruni Laurens Vanthoor                                                     | Porsche 911 RSR                | M     | 774   | +34 tours            |
| 17  | GTLM   | 912 | Porsche GT Team                          | Earl Bamber Gianmaria Bruni Laurens Vanthoor                                                     | Porsche 4,0 L Flat-6           | M     | 774   | +34 tours            |
| 18  | GTLM   | 24  | BMW Team RLL                             | Nick Catsburg John Edwards Augusto Farfus Jesse Krohn                                            | BMW M8 GTE                     | M     | 773   | +35 tours            |
| 18  | GTLM   | 24  | BMW Team RLL                             | Nick Catsburg John Edwards Augusto Farfus Jesse Krohn                                            | BMW S63 4,0 L Double Turbo V8  | M     | 773   | +35 tours            |
| 19  | P      | 52  | AFS/PR1 Mathiasen Motorsports            | Nicholas Boulle Roberto González Sebastián Saavedra Gustavo Yacamán                              | Ligier JS P217                 | C     | 771   | +37 tours            |
| 19  | P      | 52  | AFS/PR1 Mathiasen Motorsports            | Nicholas Boulle Roberto González Sebastián Saavedra Gustavo Yacamán                              | Gibson GK428 4,2 L V8          | C     | 771   | +37 tours            |
| 20  | GTLM   | 911 | Porsche GT Team                          | Frédéric Makowiecki Patrick Pilet Nick Tandy                                                     | Porsche 911 RSR                | M     | 753   | +55 tours            |
| 20  | GTLM   | 911 | Porsche GT Team                          | Frédéric Makowiecki Patrick Pilet Nick Tandy                                                     | Porsche 4,0 L Flat-6           | M     | 753   | +55 tours            |
| 21  | GTD    | 11  | GRT Grasser Racing Team                  | Mirko Bortolotti Rik Breukers Rolf Ineichen Franck Perera                                        | Lamborghini Huracán GT3        | C     | 752   | +56 tours            |
| 21  | GTD    | 11  | GRT Grasser Racing Team                  | Mirko Bortolotti Rik Breukers Rolf Ineichen Franck Perera                                        | Lamborghini 5,2 L V10          | C     | 752   | +56 tours            |
| 22  | GTD    | 86  | Michael Shank Racing avec Curb Agajanian | A. J. Allmendinger Trent Hindman Katherine Legge Álvaro Parente                                  | Acura NSX GT3                  | C     | 751   | +57 tours            |
| 22  | GTD    | 86  | Michael Shank Racing avec Curb Agajanian | A. J. Allmendinger Trent Hindman Katherine Legge Álvaro Parente                                  | Acura 3,5 L Turbo V6           | C     | 751   | +57 tours            |
| 23  | GTD    | 23  | Paul Miller Racing                       | Andrea Caldarelli Bryce Miller Bryan Sellers Madison Snow                                        | Lamborghini Huracán GT3        | C     | 751   | +57 tours            |
| 23  | GTD    | 23  | Paul Miller Racing                       | Andrea Caldarelli Bryce Miller Bryan Sellers Madison Snow                                        | Lamborghini 5,2 L V10          | C     | 751   | +57 tours            |
| 24  | GTD    | 33  | Mercedes-AMG Team Riley Motorsports      | Jeroen Bleekemolen Adam Christodoulou Ben Keating Luca Stolz                                     | Mercedes-AMG GT3               | C     | 751   | +57 tours            |
| 24  | GTD    | 33  | Mercedes-AMG Team Riley Motorsports      | Jeroen Bleekemolen Adam Christodoulou Ben Keating Luca Stolz                                     | Mercedes-AMG M159 6,2 L V8     | C     | 751   | +57 tours            |
| 25  | GTD    | 64  | Scuderia Corsa                           | Townsend Bell Sam Bird Frankie Montecalvo Bill Sweedler                                          | Ferrari 488 GT3                | C     | 751   | +57 tours            |
| 25  | GTD    | 64  | Scuderia Corsa                           | Townsend Bell Sam Bird Frankie Montecalvo Bill Sweedler                                          | Ferrari F154CB 3,9 L Turbo V8  | C     | 751   | +57 tours            |
| 26  | GTD    | 44  | Magnus Racing                            | Andrew Davis Andy Lally John Potter Markus Winkelhock                                            | Audi R8 LMS                    | C     | 750   | +58 tours            |
| 26  | GTD    | 44  | Magnus Racing                            | Andrew Davis Andy Lally John Potter Markus Winkelhock                                            | Audi 5,2 L V10                 | C     | 750   | +58 tours            |
| 27  | GTD    | 29  | Montaplast avec Land Motorsport          | Sheldon van der Linde Kelvin van der Linde Christopher Mies Jeffrey Schmidt                      | Audi R8 LMS                    | C     | 749   | +59 tours            |
| 27  | GTD    | 29  | Montaplast avec Land Motorsport          | Sheldon van der Linde Kelvin van der Linde Christopher Mies Jeffrey Schmidt                      | Audi 5,2 L V10                 | C     | 749   | +59 tours            |
| 28  | GTD    | 75  | SunEnergy1 Racing                        | Mikaël Grenier Kenny Habul Thomas Jäger Maro Engel                                               | Mercedes-AMG GT3               | C     | 745   | +63 tours            |
| 28  | GTD    | 75  | SunEnergy1 Racing                        | Mikaël Grenier Kenny Habul Thomas Jäger Maro Engel                                               | Mercedes-AMG M159 6,2 L V8     | C     | 745   | +63 tours            |
| 29  | GTD    | 15  | 3GT Racing                               | Dominik Farnbacher Jack Hawksworth David Heinemeier Hansson Scott Pruett                         | Lexus RC F GT3                 | C     | 744   | +64 tours            |
| 29  | GTD    | 15  | 3GT Racing                               | Dominik Farnbacher Jack Hawksworth David Heinemeier Hansson Scott Pruett                         | Lexus 5,0 L V8                 | C     | 744   | +64 tours            |
| 30  | GTD    | 63  | Scuderia Corsa                           | Alessandro Balzan Gunnar Jeannette Cooper MacNeil Jeff Segal                                     | Ferrari 488 GT3                | C     | 744   | +64 tours            |
| 30  | GTD    | 63  | Scuderia Corsa                           | Alessandro Balzan Gunnar Jeannette Cooper MacNeil Jeff Segal                                     | Ferrari F154CB 3,9 L Turbo V8  | C     | 744   | +64 tours            |
| 31  | GTD    | 93  | Michael Shank Racing avec Curb Agajanian | Lawson Aschenbach Mario Farnbacher Côme Ledogar Justin Marks                                     | Acura NSX GT3                  | C     | 741   | +67 tours            |
| 31  | GTD    | 93  | Michael Shank Racing avec Curb Agajanian | Lawson Aschenbach Mario Farnbacher Côme Ledogar Justin Marks                                     | Acura 3,5 L Turbo V6           | C     | 741   | +67 tours            |
| 32  | GTD    | 71  | P1 Motorsports                           | Robby Foley Kenton Koch JC Perez Loris Spinelli                                                  | Mercedes-AMG GT3               | C     | 741   | +67 tours            |
| 32  | GTD    | 71  | P1 Motorsports                           | Robby Foley Kenton Koch JC Perez Loris Spinelli                                                  | Mercedes-AMG M159 6,2 L V8     | C     | 741   | +67 tours            |
| 33  | GTD    | 19  | GRT Grasser Racing Team                  | Christian Engelhart (en) Christoph Lenz Louis Machiels Ezequiel Pérez Companc Max van Splunteren | Lamborghini Huracán GT3        | C     | 739   | +69 tours            |
| 33  | GTD    | 19  | GRT Grasser Racing Team                  | Christian Engelhart (en) Christoph Lenz Louis Machiels Ezequiel Pérez Companc Max van Splunteren | Lamborghini 5,2 L V10          | C     | 739   | +69 tours            |
| 34  | GTD    | 96  | Turner Motorsport                        | Jens Klingmann Mark Kvamme Cameron Lawrence (en) Martin Tomczyk Don Yount                        | BMW M6 GT3                     | C     | 733   | +75 tours            |
| 34  | GTD    | 96  | Turner Motorsport                        | Jens Klingmann Mark Kvamme Cameron Lawrence (en) Martin Tomczyk Don Yount                        | BMW 4,4 L Turbo V8             | C     | 733   | +75 tours            |
| 35  | GTLM   | 25  | BMW Team RLL                             | Bill Auberlen Connor De Phillippi Philipp Eng Alexander Sims                                     | BMW M8 GTE                     | M     | 731   | +77 tours            |
| 35  | GTLM   | 25  | BMW Team RLL                             | Bill Auberlen Connor De Phillippi Philipp Eng Alexander Sims                                     | BMW S63 4,0 L Double Turbo V8  | M     | 731   | +77 tours            |
| 36  | GTD    | 14  | 3GT Racing                               | Dominik Baumann Philipp Frommenwiler Bruno Junqueira Kyle Marcelli                               | Lexus RC F GT3                 | C     | 719   | +89 tours            |
| 36  | GTD    | 14  | 3GT Racing                               | Dominik Baumann Philipp Frommenwiler Bruno Junqueira Kyle Marcelli                               | Lexus 5,0 L V8                 | C     | 719   | +89 tours            |
| 37  | GTD    | 69  | HART                                     | Ryan Eversley (en) John Falb Chad Gilsinger Sean Rayhall                                         | Acura NSX GT3                  | C     | 719   | +89 tours            |
| 37  | GTD    | 69  | HART                                     | Ryan Eversley (en) John Falb Chad Gilsinger Sean Rayhall                                         | Acura 3,5 L Turbo V6           | C     | 719   | +89 tours            |
| 38  | P      | 23  | United Autosports                        | Fernando Alonso Philip Hanson Lando Norris                                                       | Ligier JS P217                 | C     | 718   | +90 tours            |
| 38  | P      | 23  | United Autosports                        | Fernando Alonso Philip Hanson Lando Norris                                                       | Gibson GK428 4,2 L V8          | C     | 718   | +90 tours            |
| 39  | GTD    | 82  | Risi Competizione                        | Santiago Creel Martin Fuentes Matt Griffin Miguel Molina Ricardo Pérez de Lara                   | Ferrari 488 GT3                | C     | 715   | +93 tours            |
| 39  | GTD    | 82  | Risi Competizione                        | Santiago Creel Martin Fuentes Matt Griffin Miguel Molina Ricardo Pérez de Lara                   | Ferrari F154CB 3,9 L Turbo V8  | C     | 715   | +93 tours            |
| 40  | GTD    | 73  | Park Place Motorsports                   | Jörg Bergmeister Patrick Lindsey Tim Pappas Norbert Siedler (en)                                 | Porsche 911 GT3 R              | C     | 675   | +133 tours           |
| 40  | GTD    | 73  | Park Place Motorsports                   | Jörg Bergmeister Patrick Lindsey Tim Pappas Norbert Siedler (en)                                 | Porsche 4,0 L Flat-6           | C     | 675   | +133 tours           |
| 41  | GTD    | 58  | Wright Motorsports                       | Mathieu Jaminet Patrick Long Christina Nielsen Robert Renauer                                    | Porsche 911 GT3 R              | C     | 666   | +142 tours           |
| 41  | GTD    | 58  | Wright Motorsports                       | Mathieu Jaminet Patrick Long Christina Nielsen Robert Renauer                                    | Porsche 4,0 L Flat-6           | C     | 666   | +142 tours           |
| 42  | P      | 20  | BAR1 Motorsports                         | Marc Drumwright Brendan Gaughan (en) Eric Lux Alex Popow                                         | Riley Mk. 30                   | C     | 642   | +166 tours           |
| 42  | P      | 20  | BAR1 Motorsports                         | Marc Drumwright Brendan Gaughan (en) Eric Lux Alex Popow                                         | Gibson GK428 4,2 L V8          | C     | 642   | +166 tours           |
| 43  | GTD    | 59  | Manthey Racing                           | Matteo Cairoli Sven Müller Harald Proczyk (en) Steve Smith Randy Walls                           | Porsche 911 GT3 R              | C     | 637   | Abandon              |
| 43  | GTD    | 59  | Manthey Racing                           | Matteo Cairoli Sven Müller Harald Proczyk (en) Steve Smith Randy Walls                           | Porsche 4,0 L Flat-6           | C     | 637   | Abandon              |
| 44  | GTD    | 51  | Spirit of Race                           | Paul Dalla Lana Pedro Lamy Mathias Lauda Daniel Serra                                            | Ferrari 488 GT3                | C     | 571   | +237 tours           |
| 44  | GTD    | 51  | Spirit of Race                           | Paul Dalla Lana Pedro Lamy Mathias Lauda Daniel Serra                                            | Ferrari F154CB 3,9 L Turbo V8  | C     | 571   | +237 tours           |
| 45  | P      | 10  | Wayne Taylor Racing                      | Ryan Hunter-Reay Jordan Taylor Renger van der Zande                                              | Cadillac DPi-V.R               | C     | 555   | Abandon              |
| 45  | P      | 10  | Wayne Taylor Racing                      | Ryan Hunter-Reay Jordan Taylor Renger van der Zande                                              | Cadillac 5,5 L V8              | C     | 555   | Abandon              |
| 46  | P      | 55  | Mazda Team Joest                         | Jonathan Bomarito Spencer Pigot Harry Tincknell                                                  | Mazda RT24-P                   | C     | 541   | Abandon              |
| 46  | P      | 55  | Mazda Team Joest                         | Jonathan Bomarito Spencer Pigot Harry Tincknell                                                  | Mazda MZ-2.0T 2,0 L Turbo I4   | C     | 541   | Abandon              |
| 47  | P      | 77  | Mazda Team Joest                         | Oliver Jarvis Tristan Nunez René Rast                                                            | Mazda RT24-P                   | C     | 530   | Abandon              |
| 47  | P      | 77  | Mazda Team Joest                         | Oliver Jarvis Tristan Nunez René Rast                                                            | Mazda MZ-2.0T 2,0 L Turbo I4   | C     | 530   | Abandon              |
| 48  | P      | 22  | Tequila Patrón ESM                       | Pipo Derani Nicolas Lapierre Johannes van Overbeek                                               | Nissan Onroak DPi              | C     | 438   | Abandon              |
| 48  | P      | 22  | Tequila Patrón ESM                       | Pipo Derani Nicolas Lapierre Johannes van Overbeek                                               | Nissan VR38DETT 3,8 L Turbo V6 | C     | 438   | Abandon              |
| 49  | P      | 2   | Tequila Patrón ESM                       | Ryan Dalziel Olivier Pla Scott Sharp                                                             | Nissan Onroak DPi              | C     | 338   | Abandon              |
| 49  | P      | 2   | Tequila Patrón ESM                       | Ryan Dalziel Olivier Pla Scott Sharp                                                             | Nissan VR38DETT 3,8 L Turbo V6 | C     | 338   | Abandon              |
| 50  | P      | 90  | Spirit of Daytona Racing                 | Eddie Cheever III (en) Matt McMurry Tristan Vautier                                              | Cadillac DPi-V.R               | C     | 291   | Abandon              |
| 50  | P      | 90  | Spirit of Daytona Racing                 | Eddie Cheever III (en) Matt McMurry Tristan Vautier                                              | Cadillac 5,5 L V8              | C     | 291   | Abandon              |